# Mathieu Ignace van Brée

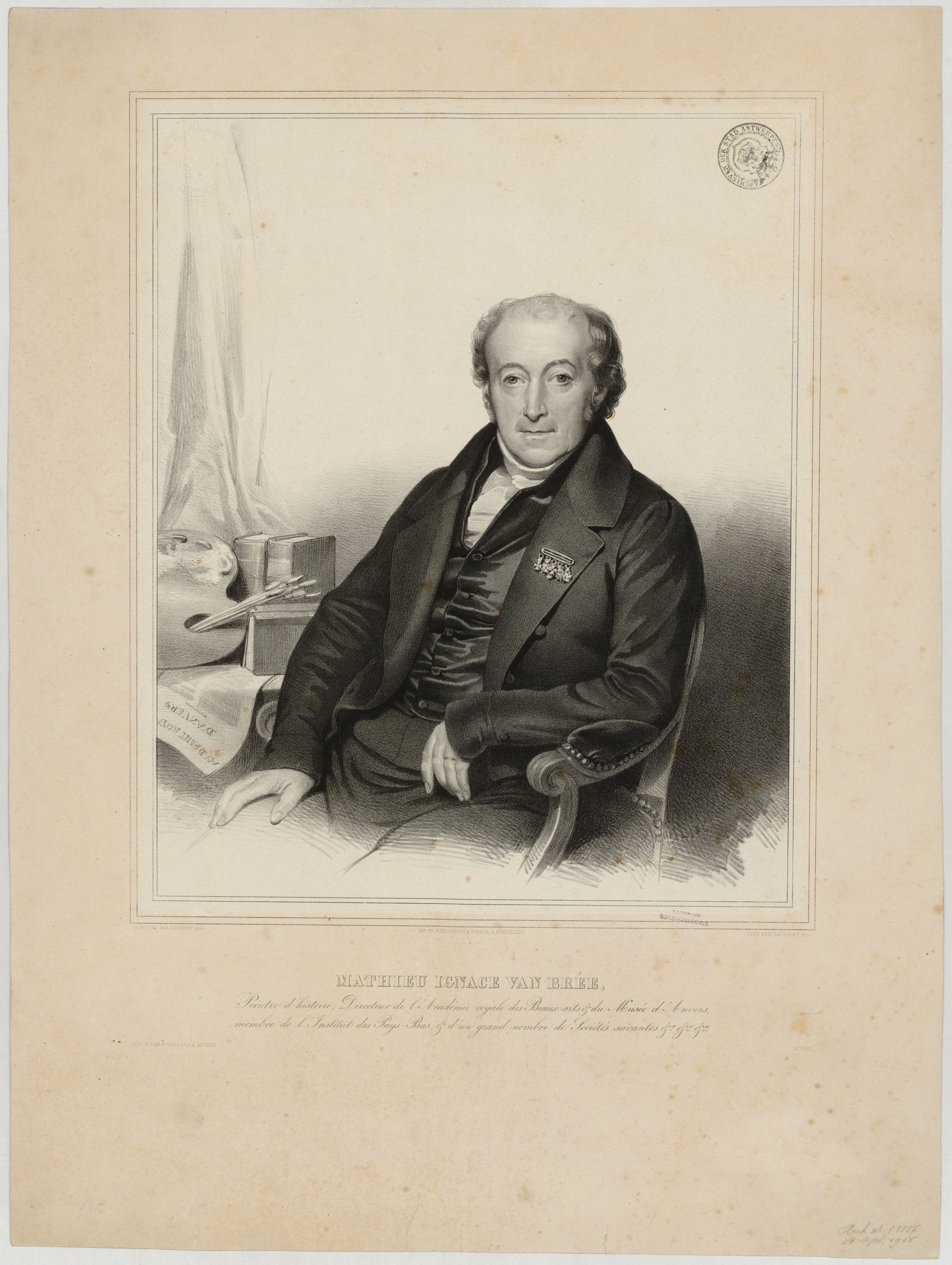
Mattheus Ignatius van Brée

Mathieu Ignace van Brée (* 22. Februar 1773 in Antwerpen; † 15. Dezember 1839 ebenda) war ein belgischer Architekt, Bildhauer, Lithograf, Radierer, Historien- und Porträtmaler.

## Leben
Van Brée war ein Sohn des Malers und Dekorateurs André van Brée. Er hatte fünf Geschwister und musste seit frühester Kindheit mit seinen beiden Brüdern Philippe und Jean dem Vater bei der Arbeit helfen, um den Lebensunterhalt für die Familie zu erwirtschaften. Wenn seine tägliche Arbeit beendet war, besuchte er abends die Kurse der Antwerpener Kunstakademie und nahm sich nachts Zeit, die Werke der großen Maler aus einigen Kupferstichen zu studieren und das Lesen zu erlernen. Er wurde ein Schüler von Petrus Johan van Regemorter. Er sparte Geld und reiste im Alter von knapp zwanzig Jahren nach Paris, um ein Schüler des Malers François-André Vincent zu werden, der dort weilte. Van Brée wurde anlässlich der Jahresausstellung 1797 des Salon de Paris mit dem Gemälde Tod des Cato von der Académie française mit dem Prix de Rome 2. Klasse ausgezeichnet und wurde Maler der Kaiserin Josephine. Er kehrte 1804 nach Antwerpen und ließ sich dort als freischaffender Maler nieder. Sein Erfolg beim Publikum war eher mäßig. Er wurde zum Professor mit einem jährlichen Gehalt von 1.200 Francs an die Kunstakademie Antwerpen berufen und wurde 1827 als Willem Jacob Herreyns, der Gründer der Antwerpener Schule, starb, mit der Leitung der Akademie betraut; dieses Amt hatte er bis an sein Lebensende inne. Als Nachfolger wurde 1840 sein ehemaliger Schüler Gustave Wappers berufen. Als Direktor der Akademie bemühte er sich um eine Reform der Ausbildung von Künstlern und konnte mit den Jahren auch viele Schüler verzeichnen. Neben Adrien de Braekeleer, Nicaise de Keyser und Gustave Wappers sind hier auch Antoine Joseph Wiertz, Barthélemy Vieillevoye und Jules van Ysendyck zu nennen.
Van Brée war zudem erster Maler des niederländischen Kronprinzen. Er erkannte schnell, dass die Kunst des Zeichnens einen positiven Einfluss auf das Handwerk haben kann. Daher erweiterte er als Direktor 1828 die Akademie um die Klasse des Strichzeichnens. Dies zog eine so große Zahl junger Leute an, dass die Studienräume die sechshundert Studenten nicht aufnehmen konnten. Er wandte sich daher an seinen Kunstfreund, den Bürgermeister Florent van Ertborn (1784–1840), um einen Ort für all jene zu schaffen, die diese Kunst erlernen wollten. Er entwarf einen Plan für den Bau eines neuen Akademiegebäudes, in dem neben einem Museum, eine Ausstellungshalle und die notwendigen Räumlichkeiten für die Studienplätze enthalten sein sollten. Die politische Ereignisse (Belgische Revolution) im Jahr 1830 verhinderten jedoch die Ausführung.
Seit 1816 war er Mitglied der Königlich Niederländischen Akademie der Wissenschaften.

## Werke (Auswahl)
- Tod des Cato

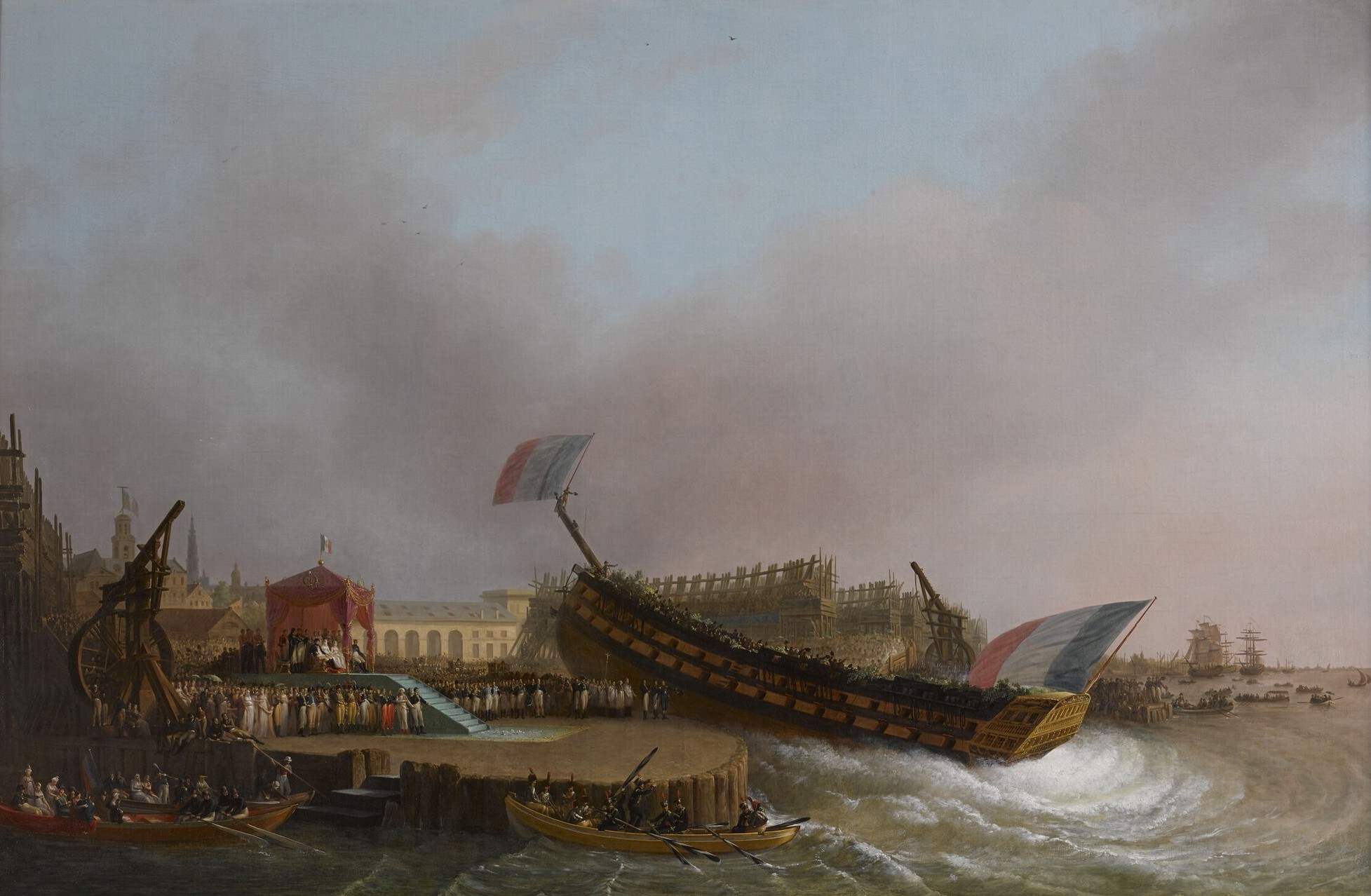
Napoleon beim Stapellauf des Kanonenschiffs Friedland

Einzug Napoleons in Antwerpen

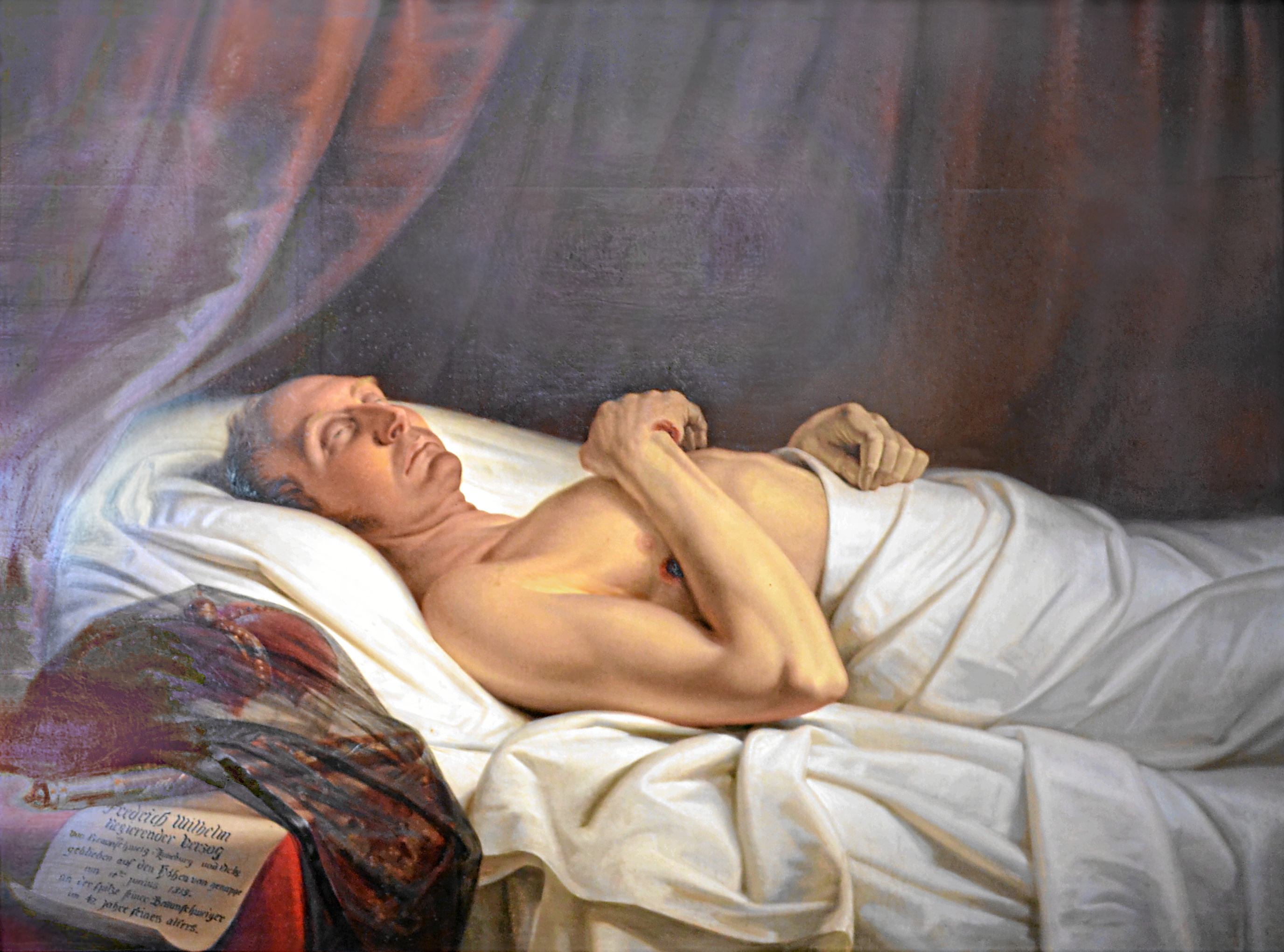
Herzog Friedrich Wilhelm auf dem Totenbett

- Ziehung des Looses der den dem Minotaurus gemweihten jungen Athenienserinnen
- Regulus Abschied, bevor er nach Carthago zurückkehrte
- Die Taufe des heiligen Augustin
- Der Fischzug der Apostel
- Der Herzog Friedrich Wilhelm von Braunschweig auf dem Totenbett
- Einzug des ersten Konsuls und seiner Gemalin in Antwerpen
- Tod des Rubens (Museum in Antwerpen)
- Die sich dem Tode weihende Johanna Sebus zum Andenken an die Rheinflut des Jahres 1809 1816 gemalt
- Vaterlandsliebe des Bürgermeisters van der Werff bei der Belagerung von Leiden (1576), Rathaus von Leiden
- Flottenmanöver auf der Schelde vor Antwerpen (für Napoleon)
- Einzug Napoleons und die Übergabe der Schlüssel durch den Magistrat der Stadt

Als Bildhauer
- Terracottabüste von Rubens im Garten der Akademie in Antwerpen
- Marmorstatue von de Cuyper im Museum zu Antwerpen[4]

Schriften
- Procès-verbal de l’installation de la Société des Amis des arts à Anvers. 1816.
- Leçons de dessin. Antwerpen 1821.
- Brouwer’s gevangenis op het kasteel van Antwerpen. Em. Rosscels, Antwerpen 1849.